# لؤي محمود
لؤي محمود هو مذيع مصري بقناة الجزيرة يقدم نشرة أخبار الرياضة. سبق له العمل مذيعا ومراسلا في قناة النيل للأخبار في مصر. وكان له إلى جانب عمله في تقديم النشرات الرياضية برنامج سبعة رياضة وهو برنامج أسبوعي إضافة إلى برنامج صباح جديد الذي كان يتناول أبرز الأحداث المحلية والعالمية . وانضم بعدها لقناة الحرة الأمريكية التي كان يقدم فيها نشرة الأخبار الرياضية إلى جانب البرنامج الأسبوعي رمية حرة وبرنامج nba jam . ويعد أول مذيع مصري متخصص في مجال الرياضة يعمل بقناة الجزيرة. وهو حاصل على ليسانس السن من جامعة عين شمس.